# Axocuapan
Axocuapan är en ort i Mexiko.   Den ligger i kommunen Tlaltetela och delstaten Veracruz, i den sydöstra delen av landet, 230 km öster om huvudstaden Mexico City. Axocuapan ligger 1 515 meter över havet och antalet invånare är 477.
Terrängen runt Axocuapan är huvudsakligen kuperad, men åt nordväst är den bergig. Terrängen runt Axocuapan sluttar österut. Runt Axocuapan är det ganska tätbefolkat, med 214 invånare per kvadratkilometer. Närmaste större samhälle är Huatusco de Chicuellar, 7,2 km söder om Axocuapan. I omgivningarna runt Axocuapan växer huvudsakligen savannskog.